# Qoros
Quoros Auto Co., Ltd. fue una empresa china de fabricación de automóviles con sede en Shanghái. Su actividad principal era el diseño, desarrollo, producción y venta de vehículos de pasajeros vendidos bajo la marca Qoros.
- Datos: Q4231991
- Multimedia: Qoros vehicles / Q4231991